# Fry (Familienname)
Fry ist ein englischer Familienname.

## Namensträger

### Familienname
- Arthur Fry (* 1931), US-amerikanischer Chemiker
- Bryan Grieg Fry (* 1970), US-amerikanischer Biologe
- C. B. Fry (Charles Burgess Fry, 1872–1956), englischer Sportler, Politiker, Diplomat und Schriftsteller
- Charles Hilary Fry (* 1937), britischer Ornithologe
- Christopher Fry (1907–2005), britischer Schriftsteller und Dramatiker
- Cleota Gage Fry (1910–2001), US-amerikanische Mathematikerin, Physikerin und Hochschullehrerin
- Cody Fry (* 1990), US-amerikanischer Singer-Songwriter, Komponist und Produzent
- Colin Fry († 2015), britischer Spiritualist
- Dael Fry (* 1997), englischer Fußballspieler
- Elizabeth Fry (1780–1845), britische Menschenrechtlerin
- Eric Fry (* 1987), US-amerikanischer Rugby-Union-Spieler
- Franklin Clark Fry (1900–1968), US-amerikanischer lutherischer Theologe
- Gareth Fry (* 1974), britischer Sound-Designer
- Hannah Fry (* 1984), britische Hochschullehrerin
- Harry Fry (1905–1985), kanadischer Ruderer
- Ian Fry, tuvaluischer Diplomat, seit 2022 UN-Sonderberichterstatter zum Klimawandel
- Izzy Fry (* 2000), britische Langstreckenläuferin
- Jacob Fry (1802–1866), US-amerikanischer Politiker
- James B. Fry (1827–1894), US-amerikanischer General und Militärorganisator
- James C. Fry (1897–1982), US-amerikanischer Generalmajor
- Jennifer Fry (* 1989), südafrikanische Badmintonspielerin
- Joan Fry (1906–1985), englische Tennisspielerin
- Joan Mary Fry (1862–1955), englische Friedensaktivistin, Quäkerin
- Joe Fry (1915–1950), britischer Autorennfahrer
- Joel Fry (* 1984), britischer Schauspieler
- John Fry († 2014), US-amerikanischer Musikproduzent
- John Hemming Fry (1852–1946), amerikanischer Maler
- Jordan Fry (* 1993), US-amerikanischer Schauspieler
- Joseph Fry (1781–1860), US-amerikanischer Politiker
- Joshua Fry (etwa 1700–1754), britisch-amerikanischer Geodät, Politiker und Soldat
- Ken Fry (1920–2007), australischer Politiker (ALP)
- Leslie Fry (1908–1976), britischer Offizier und Diplomat
- Lucy Fry (* 1992), australische Schauspielerin
- Lyndsey Fry (* 1992), US-amerikanische Eishockey- und Inlinehockeyspielerin
- Margery Fry (1874–1958), britische Sozialreformerin
- Martin Fry (* 1958), britischer Musiker
- Maxwell Fry (1899–1987), britischer Architekt
- Nick Fry (* 1956), britischer Ökonom und Geschäftsführer beim Formel-1-Team Mercedes GP
- Nicole Fry (* 1975), Schweizer Schrittmacherin
- Norah Fry (1871–1960), britische Aktivistin
- Norman Hillier-Fry (1923–2015), britischer Diplomat
- Pat Fry (* 1964), britischer Ingenieur in der Formel 1
- Peter Fry (1931–2015), britischer Politiker
- Roger Fry (1866–1934), britischer Maler und Kunstkritiker
- Russell Fry (* 1985), US-amerikanischer Politiker
- Ruth Fry (1878–1962), britische Quäkerin und Friedensaktivistin
- Ryan Fry (* 1978), kanadischer Curler
- Samara Fry (* 2002), deutsche Schauspielerin
- Shirley Fry (1927–2021), US-amerikanische Tennisspielerin
- Sigmund Fry († 1546), Schweizer Stadtschreiber und Chronist
- Stephen Fry (* 1957), britischer Schriftsteller, Drehbuchautor, Schauspieler und Regisseur
- Thornton Carle Fry (1892–1991), US-amerikanischer Mathematiker
- Varian Fry (1907–1967), US-amerikanischer Journalist und Freiheitskämpfer
- William Fry (Offizier) (1858–1934), britischer Armeeoffizier, Vizegouverneur der Isle of Man
- William F. Fry (1924–2014), US-amerikanischer Psychiater
- William Henry Fry (1813–1864), US-amerikanischer Komponist und Musikkritiker

### Fiktive Figuren
- Philip J. Fry, fiktive Figur aus der Fernsehserie Futurama; siehe Figuren aus Futurama#Philip J. Fry